# Loddin
Loddin, Seebad (pol. Łodzino) – gmina w Niemczech w kraju związkowym Meklemburgia-Pomorze Przednie, w powiecie Vorpommern-Greifswald, wchodzi w skład Związku Gmin Usedom-Süd.
Przez teren gminy przebiega droga krajowa B111.

## Toponimia
Nazwa, poświadczona w 1270 w formie Loddino (pol. Łodzino), ma pochodzenie słowiańskie, od nazwy łosoś i oznacza osadę położoną w pobliżu łowisk tej ryby.